# Лидеј (Оклахома)
Лидеј (енгл. Leedey) град је у америчкој савезној држави Оклахома.

## Демографија
По попису из 2010. године број становника је 435, што је 90 (26,1%) становника више него 2000. године.
| Група             | 2000.       | 2010.       |
| Белци             | 333 (96,5%) | 372 (85,5%) |
| Афроамериканци    | 0 (0,0%)    | 2 (0,5%)    |
| Азијати           | 0 (0,0%)    | 1 (0,2%)    |
| Хиспаноамериканци | 3 (0,9%)    | 19 (4,4%)   |
| Укупно            | 345         | 435         |